# Айи-Анарьири-Каматерон
А́йи-Ана́рьири-Каматеро́н (греч. Δήμος Αγίων Αναργύρων - Καματερού) — община (дим) в Греции. Входит в периферийную единицу Западные Афины в периферии Аттика. Население — 62 529 жителей по переписи 2011 года. Площадь — 9,15 квадратного километра. Плотность — 6833,77 человека на квадратный километр. Административный центр — Айи-Анарьири. Димархом на местных выборах в 2014 году избран Никос Сарандис (Νίκος Σαράντης).
Община создана в 2010 году (греч. ΦΕΚ 87Α) по программе «Калликратис» при слиянии упразднённых общин Айи-Анарьири и Каматерон.

## Административное деление

Административное деление общины:
1 — Айи-Анарьири
2 — Каматерон

Община (дим) Айи-Анарьири-Каматерон делится на две общинные единицы.